# Underfist
Underfist (Puño de acero en Hispanoamérica; Super-Puño en España) es un spin-off de la franquicia de Grim & Evil. El especial se centra en cinco personajes secundarios como protagonistas, los cuales forman un superequipo para combatir el mal. En Estados Unidos fue estrenada el 12 de octubre de 2008, mientras que en España y Latinoamérica fue el 31 de octubre de 2008.
La película fue originalmente, estrenada como el episodio piloto de una nueva serie siendo la secuela de la propia película. Pero debido a que el contrato de Maxwell Atoms en Cartoon Network expiró, la película había sido el final definitivo de la franquicia de Grim & Evil.

## Sinopsis
La película comienza con Grim (Calavera/Puro Hueso) introduciéndonos en el origen del superequipo Underfist.
En la noche de Halloween, Billy, Mandy, Grim (Calavera/Puro Hueso) e Irwin están pidiendo caramelos. Ellos llegan a la casa de Drácula. Al ver este que Irwin está disfrazado de vampiro, le dice que no se parece en nada a un vampiro. Les da a los chicos una moneda y los deja. Al ver que ya tienen muchos caramelos, Billy y Mandy se van.
Irwin, entonces, decide pedir caramelos solo. Llega a la autocaravana donde vive Rene Gado. Al verlo, Rene casi lo destruye confundiéndolo con un vampiro de verdad. Irwin le dice que va así porque era Halloween, así que Rene lo deja. Más tarde, Irwin ve a Jeff, la Araña y a Fredo Godofredo jugando. Jeff está comiendo caramelos de goma que hacen que su telaraña se ponga azul. Después, Irwin va a la casa del General Ernecio, pero este lo echa ya que Irwin acaba de pisar sus rosas. Mindy aparece y se burla de él. Irwin decide irse a casa, pero Mindy lo detiene y le dice que necesita su ayuda. 
Mindy lleva a Irwin a una casa encantada. Mindy le dice que en esa casa están dando chocolates gigantes, pero la decoración de Halloween la asusta por lo que no puede acercarse. Irwin decide ir a la casa a pedir chocolates, cuando toca el timbre de la casa (cuyo aspecto era el de una gema verde), las luces de toda la ciudad se apagan, la casa se destruye, mostrando un enorme vórtice hacia el Submundo, del vórtice sale un conejo de azúcar llamado Bun-Bun. Este lidera un ejército de monstruos con apariencia de dulces, que empiezan a atacar la ciudad.
Sin embargo, aparece Rene Gado, que empieza a luchar contra los monstruos-golosina. Durante la lucha, Bun-Bun secuestra a Mindy. Mientras, los caramelos empiezan a usar unos rifles de soda, que casi vencen a Rene, excepto por una cosa: la batalla se está librando en el jardín del General Ernecio. Al ver este que están arruinando su jardín, aparece con una armadura y empieza a luchar contra los caramelos. Rene se recupera, y decide tomar una decisión drástica: va a pelear sin camiseta. Al ver el enorme y asqueroso vello de Hoss, los caramelos se rinden. Mientras, Bun-Bun se lleva a Mindy al Inframundo, pero antes ordena que liberen a unos pequeños pastelillos, que destruyen los brazos mecánicos de la armadura de Ernecio. Este empieza a pelear con un rastrillo, y logra vencer a los pastelillos.
Entonces empiezan a aparecer más monstruos, por lo que Jeff y Fredo deciden ayudar a Ernecio y a Rene, y logran ahuyentar a los monstruos. Cuando los héroes están por irse, Irwin aparece pidiéndoles que lo ayuden a salvar a Mindy. Pero empiezan a aparecer otros portales al Inframundo. El equipo decide escapar, pero todos los autos estaban destruidos por la batalla. Rene decide usar su auto: un enorme vehículo con un puño gigante en la parte de delante.
Irwin tiene una pesadilla en la que él se encuentra con una versión momia de él. Es despertado por Jeff. Al despertar, Rene le cuenta que los portales hacia el Inframundo eran compuertas por donde salieron más ejércitos de monstruos-golosina que casi conquistan el mundo. Por suerte fue elegido una nueva presidenta para los EE. UU. que restauró un poco del orden en el mundo. Pero por desgracia, la presidenta fue secuestrada, y ahora deben salvarla a ella y a Mindy. 
Los cinco llegan a un vórtice. Rene decide ir al vórtice, pero que solo lo acompañara Irwin ya que es el único que no es un monstruo (a excepción de Ernecio, pero Rene no quiere ir con él porque no confía en los tuertos raros). Irwin y Rene entran en el vórtice y llegan al Submundo. Allí, Irwin ve que los portales se crean con unas gemas parecidas a la del timbre con el que comenzó todo. Entonces aparece una bruja, que los duerme con gases somníferos. La bruja resulta ser Mindy, que ahora es más fea y se ha unido a Bun-Bun para conquistar el mundo, y así volver a ser hermosa. 
Mientras, en el otro lado del vórtice, Skarr, Fred y Jeff se preguntan que hacer. Después de que Fred dijera una tontería, Skarr les dice a él y a Jeff que deben madurar, ya que el mundo estaba a punto de ser dominado por monstruos. Jeff se convence de que tienen que madurar, ya que es su responsabilidad rescatar a Irwin y a Hoss y salvar al mundo.
Mientras tanto, en el Submundo, Irwin y Hoss fueron capturados por Bun-Bun y Mindy. Irwin le pregunta a Mindy porque quiere conquistar el mundo. Mindy le responde diciéndole que Bun-Bun le dijo que él, Irwin, era una momia-vampiro, y que la transfirió la maldición de la momia, que la hizo fea y asquerosa. Al oír esto, Hoss descubre que Irwin es mitad momia, mitad vampiro y trata de destruirlo, pero Mindy lo duerme con sus gases. Esta le dice a Bun-Bun que encierre a Irwin y a Hoss a una torre, pero Bun-Bun le dice que él se encargará de Hoss.
En el mundo mortal, a Jeff no se le ocurre ninguna forma de ir al Submundo a rescatar a Irwin y a Hoss. Skarr se ofrece para ser el líder, pero Jeff no acepta, ya que no quiere escuchar a nadie, como lo haría su padre, Billy. Fred aparece y dice que hizo un proyecto de arte: Fred dibujó toda una habitación con dibujos de un equipo de héroes (basándose en ellos mismos) que luchan contra el mal llamado "Underfist". Jeff se da cuenta de que esa es la solución, y él y Fred se van, dejando a Skarr limpiando la habitación toda dibujada. Entonces, Jeff enciende el auto de Hoss, y con el puño de la parte de delante, empiezan a cavar un túnel al Submundo. 
Mientras, en el Submundo, Bun-Bun le explica a Irwin que posee poderes de momia-vampiro que se están empezando a manifestar. Mindy le muestra a Irwin una manzana de caramelo, y le dice que cuando esta se pudra, su alma también, y será un monstruo para siempre. Hoss está a punto de ser ejecutado al ser lanzado a una taza de chocolate caliente. Pero antes, Mindy convierte a su ejército de monstruos-golosina en "Come-pedigueños", haciéndolos más grandes, más monstruosos y más fuertes. Los poderes de Irwin despiertan mostrándo una combinación de sus poderes momia-vampiro, tras rescatar a Hoss antes de que cayera al chocolate y rescatar a la presidenta que resulta ser Mandy los lleva en medio del ejército de golosinas donde los salvan Jeff, Fred y Skarr con el coche de Hoss. Mientras en la superficie, Mindy reparte manzanas de caramelo que llevan gemas verdes como las del timbre dentro de ellas.
Mandy les dice al equipo que deben pedir truco o trato antes de que se acabe la noche de Halloween, los lleva al laboratorio de Calavera y allí, Billy les da una ultrapistola con un solo disparo. Mientras el equipo pide truco o trato, Hoss se va, ya que no quiere estar en un equipo formado por monstruos, y Skarr se va y se une en secreto con Bun-Bun.
Irwin y Fred descubren el plan de Mindy de repartir las manzanas para abrir portales en el mundo de la superficie, tras explicarle a Jeff dicho plan, la gema que tenía Irwin empieza a brillar, la arroja pero la explosión destruye la parte trasera del vehículo, entonces, la invasión empieza.
Jeff salva a Irwin y a Fred con una telaraña mientras el ejército empieza a llegar a la superficie, Hoss se enfrenta a un ejército saliendo de un portal, Irwin va en su ayuda pero al llegar, Hoss empieza a pelear contra él.
Mindy fusiona a todo su ejército en un solo monstruo gigante, Irwin empieza a luchar, y Hoss, al ver cómo este lucha para protegerle, utiliza la pistola de un único disparo, de ella sale Billy, que devora al monstruo. Mindy comienza a explicar que sólo se unió a Bun-Bun para volver a ser guapa. En ese momento aparece Bun-Bun con Skarr, planea destruir a todos con una taza de chocolate caliente, Skarr lo traiciona empujándolo a la taza. Bun-Bun, al estar hecho de azúcar, se derrite.
Al día siguiente, Mandy los premia, pero la ceremonia se detiene al aparecer Tío Robamocos, un nuevo villano cuyo objetivo es apagar el sol. Es entonces cuando los cinco deciden detenerle, dejando un final abierto. 
Así se formó Underfist.

## Secuelas Canceladas
- Underfist contra los Dinosaurios (2009)

Fue la planeada segunda película de la serie Underfist: The Series, la cual formaría parte de la trilogía de películas de dicha serie. Del mismo modo que la planeada serie, Underfist versus the Dinosaurs iba a ser una secuela de Puño de Acero.
Hubo rumores de su estreno en 2009, pero el contrato de Maxwell Atoms en Cartoon Network expiró, haciendo que tanto esta película, como su secuela Underfist Against the Astrovampires y la serie fueran proyectos cancelados. A pesar de ello, imágenes de esta película aparecen en los créditos finales de Puño de Acero: Rescate Tenebroso. 
Según se mencionó, la película trataría acerca de hacer frente a las figuras autoritarias y a vampiros cavernícolas. La mayor parte de la trama tendría lugar en la prehistoria, donde Puño de Acero tendría que enfrentarse a Nice Eris y Naughty Eris, dos diosas que liderarían un ejército de dinosaurios cuyo objetivo es evitar su extinción. Sería en esta película donde se descubriría la relación de las dos Eris con la original. 
- Underfist contra los Astrovampiros (2010)

Underfist Against the Astrovampires iba a ser una secuela de la película predecesora Underfist versus the Dinosaurs y por tanto de Puño de Acero. 
Hubo rumores de su estreno en 2010, pero el contrato de Maxwell Atoms en Cartoon Network expiró, haciendo que tanto esta película, como su precuela Underfist versus the Dinosaurs y la serie fueran proyectos cancelados. A pesar de ello, imágenes de esta película aparecen en los créditos finales de Puño de Acero: Rescate Tenebroso. 
La película se comentó que tendría lugar en el espacio exterior, donde Puño de Acero descubriría los orígenes sobrenaturales de Drácula y donde conocerían a Neftis, la diosa egipcia del luto cuyo objetivo es mantener a los no-muertos en sus tumbas. Por otro lado, los Astrovampiros del Planeta Vampiro y el líder de estos, Lord Malefactor, también habrían tenido un papel en la trama.

En los créditos de Puño de Acero: Rescate Tenebroso se mencionan otras películas pero son ficticias o tal vez no:
- Underfist: Venciendo las Pascuas
- Underfist: El Regreso de la Reina Araña
- Underfist: Escuadrón de Acción en Miami
- Underfist: Enseña la Seguridad de Transito
- Underfist Babies

## Reparto
- Diedrich Bader: Hoss Delgado
- Vanessa Marshall: Irwin/Hoss's Mom
- Maxwell Atoms: Jeff the Spider
- C.H Greenblatt: Fred Fredburger
- Armin Shimmerman: General Skarr/Candy Skeleton/Rat/Creepy Gnome
- Grey DeLisle: Mandy/Aunt Sis/Kid/Ike
- Richard Steven Horvitz: Billy/Harold/Pumpkin/Trick-Or-Treater Eater #2
- Greg Eagles: Grim/Sperg/Giant Candy Bar
- Dave Wittenberg: Bun-Bun/Trick-or-Treater Eater #1/Jimbo
- Rachael MacFarlane: Mindy
- Phil LaMarr: Dracula/Grandmama/Bougersnatch
- Greg Ellis: Perkins/Peanutbutter Wheel/Tiny Skull
- Dan Gilvezan: Confic/Humicun
- Jess Harnell: Singer
- Martin Jarvis: Nergal/Police Officer/Tarvis

- Datos: Q4345981